# そう言えば あの時このうた
『そう言えば あの時このうた』（そういえば あのときこのうた）は、NHKワールド・プレミアム（海外向けテレビ番組配信）で不定期に放送する音楽番組である。かつてはNHK BS2 でも不定期放送していた。

## 概要
NHKに保管されている1950年代から1980年代のニュース映像に合わせて、その年代にヒットした楽曲を邦楽編と洋楽編および50年代編（邦楽）に分けて放送する番組である。
1回の放送時間が5分から30分程度のため、流す曲は2曲から12曲に限られており、長い曲は編集して放送される。放送時間が短い関係で、番組と番組との穴埋めに利用されることが多い。

## 同種の番組
NHK総合テレビで以前放送していた『MUSIC BOX』とコンセプトが酷似しているが、こちらの方は衛星放送での放送であり、放送時間が短い、『MUSIC BOX』では放送しなくなった洋楽も放送するなどの特徴がある。

## 楽曲リスト
（曲名の下は使われたニュース映像）

### 洋楽編の音楽

#### 1960年代
1960年
1. - ごめんなさい／ブレンダ・リー
  - 死ぬほど愛して（映画「刑事」より）／アリダ・ケッリ

（空から見た東京の風景・浩宮ご誕生・社会党浅沼委員長刺殺事件・団塊の世代など）
2. - 白銀は招くよ／トニー・ザイラー
  - パイナップル・プリンセス／アネット

（大規模メーデー・ダッコちゃんブーム・当時の銀座の風景など）

1961年
1. - G.I.ブルース／エルヴィス・プレスリー
  - ハロー・メリー・ルー／リッキー・ネルソン

（池田首相訪米・米ソ核実験再開・京都市電北野線廃止・軍艦島など）
2. - 悲しき街角／デル・シャノン
  - 日曜はダメよ／メリナ・メルクーリ

（東京の風景…遊園地・団地・オフィスなど）

1962年
1. - 可愛いベイビー／コニー・フランシス
  - サン・トワ・マミー／アダモ

（当時のデパートの様子・新幹線テスト走行・ラジオ体操ブームなど）
2. - 素敵な16才／ニール・セダカ
  - ジョニー・エンジェル／シェリー・フェブレー

（銀座の風景・YS-11登場・テレビ契約台数増加・三宅島雄山噴火など）

1963年
1. - ドミニク（英語版）／スール・スーリール
  - ミスター・ベースマン／ジョニー・シンバル

（当時の修学旅行の風景・流行語「バカンス」・宝くじやパチンコのブームなど）
2. - パフ／ピーター・ポール&マリー
  - ワシントン広場の夜はふけて／ヴィレッジ・ストンパーズ

（1964年東京オリンピックに向けての工事本格化・新千円札発行・名神高速道路開通・サンパチ豪雪など）

1964年
1. - アイドルを探せ／シルヴィ・ヴァルタン
  - 夢みる想い／ジリオラ・チンクェッティ

（東京オリンピック・名馬シンザン・大山康晴5冠達成）
2. - ほほにかかる涙／ボビー・ソロ
  - 愛なき世界／ピーターとゴードン

（ひょっこりひょうたん島放送開始・ミロのヴィーナス展示・みゆき族など）

1965年
1. - ダイアモンド・ヘッド／ザ・ベンチャーズ
  - 恋のダウンタウン／ペトゥラ・クラーク

（東京の光化学スモッグによる公害問題・礼宮ご誕生・当時の山村の風景など）
2. - サティスファクション／ローリング・ストーンズ
  - 悲しき願い／アニマルズ

（当時の東京都心部の風景・ベトナム戦争勃発・米ソ宇宙開発競争など）

1966年
1. - ミッシェル／ザ・ビートルズ
  - サマー・イン・ザ・シティ／ラヴィン・スプーンフル

（ビートルズ来日・集団就職本格化・早稲田大学でのストなど）
2. - 夢のカリフォルニア／ママス&パパス
  - 花のささやき／ウィルマ・ゴイク

（東京の排気ガスによる公害問題・相次ぐ飛行機事故・炭鉱の衰退など）

1967年
1. - ハートに火をつけて／ドアーズ
  - 青い影／プロコル・ハルム

（日本の人口一億人突破・吉田茂元首相の国葬・羽田闘争など）
2. - グッド・ヴァイブレーション／ザ・ビーチ・ボーイズ
  - 恋はみずいろ／ヴィッキー

（当時の海岸部や山間部の生活風景・町工場の様子・四日市ぜんそく問題など）

1968年
1. - ドック・オブ・ザ・ベイ／オーティス・レディング
  - ワイルドで行こう／ステッペンウルフ

（小笠原諸島の返還・香川県の塩田の風景・新宿騒乱・三億円事件など）
2. - ユー・キープ・ミー・ハンギン・オン／ヴァニラ・ファッジ
  - ヘイ・ジュード／ザ・ビートルズ

（サイケブーム・霞が関ビル竣工・都営トロリーバス廃止・学生運動激化）

1969年
1. - 孤独の世界／P.F.スローン
  - 輝く星座（アクエリアス）／フィフス・ディメンション

（新宿西口フォーク集会・年の瀬選挙（衆院選）・当時の渡良瀬川や八郎潟の様子など）
2. - スピニング・ホイール／ブラッド・スウェット・アンド・ティアーズ
  - 青春の光と影／ジュディ・コリンズ

（アポロ11号月面着陸・ベッドタウン拡大・東名高速道路全線開通など）

#### 1970年代
1970年
1. - スイート・キャロライン／ニール・ダイアモンド
  - コンドルは飛んでいく／サイモン&ガーファンクル

（大阪地下鉄建設現場ガス爆発事故・首都圏で蒸気機関車廃止・榎本健一死去など）
2. - ヴィーナス／ショッキング・ブルー
  - イフ・ノット・フォー・ユー／ボブ・ディラン

（大阪万博・新安保条約自動延長・瀬戸内シージャック事件）

1971年
1. - シェリーに口づけ／ミッシェル・ポルナレフ
  - ノックは3回／トニー・オーランド&ドーン

（ビキニ流行・山下清死去・中国文化大革命など）
2. - 太陽は燃えている／エンゲルベルト・フンパーディンク
  - 僕のリズムを聞いとくれ／サンタナ

（巣鴨拘置所閉鎖・環境庁発足・さいはてブーム・小海線で活躍するC56など）

1972年
1. - オールド・ファッションド・ラヴ・ソング／スリー・ドッグ・ナイト
  - サタデイ・イン・ザ・パーク／シカゴ

（1972年札幌オリンピック・1972年ミュンヘンオリンピック・日本のスポーツ界の動向など）
2. - アローン・アゲイン／ギルバート・オサリバン
  - 名前のない馬／アメリカ

（日中国交正常化・川端康成逝去・横井庄一氏帰国など）

1973年
1. - カリフォルニアの青い空／アルバート・ハモンド
  - やさしく歌って／ロバータ・フラック

（国鉄の順法闘争・オイルショックによるトイレットペーパー騒動・海外旅行ブーム・当時の原宿表参道の様子など）
2. - スモーク・オン・ザ・ウォーター／ディープ・パープル
  - イエスタデイ・ワンス・モア／カーペンターズ

（一億総スポーツ時代・ベトナム和平・ウォーターゲート事件など）

1974年
1. - 私の孤独／ジョルジュ・ムスタキ
  - 天使のささやき／スリー・ディグリース

（小野田少尉フィリピンから帰還・アメリカ大統領（ジェラルド・R・フォード）初来日・テレフォンサービスブームなど）
2. - 僕の瞳に小さな太陽／エルトン・ジョン
  - アイ・ショット・ザ・シェリフ／エリック・クラプトン

（東京湾での大型タンカー衝突事故・むつ号反対運動・予土線開通・佃の行商、長嶋茂雄の引退など）

1975年
1. - 明日なき暴走／ブルース・スプリングスティーン
  - キラー・クイーン／クイーン

（国鉄の蒸気機関車全廃・連続企業爆破事件・史上最大の統一スト・河内地方や佐渡の風景など）
2. - 愛がすべて／スタイリスティックス
  - アイム・ノット・イン・ラヴ／10cc

（つなぎブーム・三億円事件時効・サイゴン陥落・佐藤栄作死去など）

1976年
1. - ビューティフル・サンデー／ダニエル・ブーン
  - ギターは泣いている／ジョージ・ハリスン

（鹿児島で五つ子誕生・アーチェリーブーム・リアルマネキンなど）
2. - サタデイ・ナイト／ベイ・シティ・ローラーズ
  - ジョリーン／オリビア・ニュートン・ジョン

（およげ!たいやきくんのヒット・悪書追放運動・教育ブーム加熱・ロッキード事件発覚など）

1977年
1. - スカイハイ／ジグソー
  - ハード・ラック・ウーマン／キッス

（王貞治選手のホームラン756号達成・具志堅用高のタイトル防衛・女子プロレスブームなど）
2. - イッツ・ソー・イージー／リンダ・ロンシュタット
  - ホテル・カリフォルニア／イーグルス

（静止衛星成功・ニューネッシー騒動・200海里時代到来など）

1978年
1. - ストレンジャー／ビリー・ジョエル
  - コパカバーナ／バリー・マニロウ

（サラ金問題・成田国際空港開港・大平正芳首相就任など）
2. - 恋のナイト・フィーバー／ビージーズ
  - 宇宙のファンタジー／アース・ウィンド・アンド・ファイアー

（具志堅用高の活躍・世界水泳選手権/世界体操選手権/福岡国際マラソンでの日本人選手の活躍・ヤクルトスワローズ優勝など）

1979年
1. - 悲しきサルタン／ダイアー・ストレイツ
  - チキチータ／アバ

（省エネルック・トラ騒動・YS-11の胴体着陸事故など）
2. - ジンギスカン／ジンギスカン
  - アイム・セクシー／ロッド・スチュワート

（インベーダーゲームブーム・竹の子族出現・国鉄の赤字解消作戦・共通一次試験スタートなど）

### 邦楽編の音楽

#### 1950年代
1955年
1. - 月がとっても青いから／菅原都々子
  - 田舎のバスで／中村メイコ

（55年体制・テレビ時代到来・マンボ流行など）
2. - ガード下の靴みがき／宮城まり子
  - 弁天小僧／三浦洸一

（第1回原水爆禁止世界大会・スタルヒン300勝達成・巨人日本一など）

1956年
1. - 愛ちゃんはお嫁に／鈴木三重子
  - 若いお巡りさん／曾根史郎

（名古屋城再建開始・太陽族・参院選など）
2. - ここに幸あり／大津美子
  - 好きだった／鶴田浩二

（日ソ国交回復・チロリン村とくるみの木放送開始・1956年のスポーツなど）

1957年
1. - 柿の木坂の家／青木光一
  - 有楽町で逢いましょう／フランク永井

（昭和基地建設・岸信介内閣誕生など）
2. - 東京のバスガール／コロムビア・ローズ
  - バナナ・ボート／浜村美智子

（ネルー首相来日・長嶋茂雄巨人入団など）

1958年
1. - おーい中村君／若原一郎
  - 星は何でも知っている／平尾昌章

（ミッチー・ブーム・フラフープブームなど）
2. - からたち日記／島倉千代子
  - 嵐を呼ぶ男／石原裕次郎

（関門トンネル開通・第3回アジア競技大会など）

1959年
1. - 黄色いさくらんぼ／スリー・キャッツ
  - 南国土佐を後にして／ペギー葉山

（タロとジロ生存確認・岩戸景気・皇太子成婚など）
2. - お別れ公衆電話／松山恵子
  - 古城／三橋美智也

（安保改定反対デモ・プロ野球天覧試合など）

#### 1960年代
1960年
1. - 潮来笠／橋幸夫
  - ビキニスタイルのお嬢さん／ダニー飯田とパラダイス・キング

（1960年のスポーツ…大洋初日本一・1960年ローマオリンピックなど）
2. - メロンの気持／森山加代子
  - 黒い花びら／水原弘

（→洋楽編1960年 (1)と同じ）
3. - 達者でナ／三橋美智也
  - 悲しき16才／ザ・ピーナッツ

（→洋楽編1960年 (2)と同じ）
4. - アカシアの雨がやむとき／西田佐知子
  - 霧笛が俺を呼んでいる／赤木圭一郎

（新安保条約締結・三池闘争・三池炭鉱の風景など）

1961年
1. - 王将／村田英雄
  - 東京ドドンパ娘／渡辺マリ

（世界柔道選手権・米ソ宇宙開発競争・ケネディ大統領就任など）
2. - スーダラ節／植木等
  - 北帰行／小林旭

（所得倍増計画・集団就職など）
3. - 無情の夢／佐川ミツオ
  - 雨に咲く花／井上ひろし

（→洋楽編1961年 (1)と同じ）
4. - 上を向いて歩こう／坂本九
  - 君恋し／フランク永井

（→洋楽編1961年 (2)と同じ）

1962年
1. - ルイジアナ・ママ／飯田久彦
  - 若いふたり／北原謙二

（ファイティング原田最年少チャンピオン・堀江謙一太平洋横断・吉川英治死去など）
2. - 可愛いベイビー／中尾ミエ
  - 下町の太陽／倍賞千恵子

（→洋楽編1962年 (1)と同じ）
3. - 遠くへ行きたい／ジェリー藤尾
  - いつでも夢を／橋幸夫、吉永小百合

（上野周辺の風景・若戸大橋開通・オフィスレディなど）
4. - 赤いハンカチ／石原裕次郎
  - 川は流れる／仲宗根美樹

（→洋楽編1962年 (2)と同じ）

1963年
1. - 恋は神代の昔から／畠山みどり
  - 美しい十代／三田明

（1963年のスポーツ…海老原博幸世界フライ級王座獲得・大鵬6場所連続優勝など）
2. - 高校三年生／舟木一夫
  - こんにちは赤ちゃん／梓みちよ

（→洋楽編1963年 (1)と同じ）
3. - 東京五輪音頭／三波春夫
  - エリカの花散るとき／西田佐知子

（→洋楽編1963年 (2)と同じ）
4. - 長崎の女／春日八郎
  - 見上げてごらん夜の星を／坂本九

（黒四ダム完成・日米間初衛星中継（ケネディ暗殺）など）

1964年
1. - 夜明けのうた／岸洋子
  - 皆の衆／村田英雄

（→洋楽編1964年 (1)と同じ）
2. - 君だけを／西郷輝彦
  - 恋のバカンス／ザ・ピーナッツ

（→洋楽編1964年 (2)と同じ）
3. - 自動車ショー歌／小林旭
  - 涙を抱いた渡り鳥／水前寺清子

（新宿駅通勤ラッシュ・東海道新幹線開業・佐藤栄作内閣誕生など）
4. - アンコ椿は恋の花／都はるみ
  - 愛と死をみつめて／青山和子

（富士山頂レーダー完成・新潟地震・北海道の冷害など）

1965年
1. - 柔／美空ひばり
  - ラストダンスは私に／越路吹雪

（シンザン引退レース・長嶋茂雄結婚・谷崎潤一郎死去など）
2. - 知りたくないの／菅原洋一
  - 愛して愛して愛しちゃったのよ／和田弘とマヒナスターズと田代美代子

（→洋楽編1965年 (1)と同じ）
3. - ごめんネ… ジロー／奥村チヨ
  - アイドルを探せ／中尾ミエ

（日韓基本条約締結・エレキギター流行・南極観測船ふじ進水など）
4. - 夏の日の想い出／日野てる子
  - 二人の世界／石原裕次郎

（→洋楽編1965年 (2)と同じ）

1966年
- 「想い出の渚」ザ・ワイルドワンズ
- 「若者たち」ブロード・サイド・フォー
- 「君といつまでも」加山雄三
- 「困っちゃうな」山本リンダ
- 「涙の連絡船」都はるみ
- 「函館の女」北島三郎
- 「星影のワルツ」千昌夫
- 「骨まで愛して」城卓矢

1967年
- 「君こそわが命」水原弘
- 「トンネル天国」ザ・ダイナマイツ
- 「花と小父さん」伊東きよ子
- 「いとしのマックス」荒木一郎
- 「ブルー・シャトウ」ジャッキー吉川とブルーコメッツ
- 「小指の想い出」伊東ゆかり
- 「好きさ好きさ好きさ」ザ・カーナビーツ
- 「虹色の湖」中村晃子

1968年
- 「三百六十五歩のマーチ」水前寺清子
- 「ブルー・ライト・ヨコハマ」いしだあゆみ
- 「恋の季節」ピンキーとキラーズ
- 「グッド・ナイト・ベイビー」ザ・キング・トーンズ
- 「天使の誘惑」黛ジュン
- 「友よ」高石友也／岡林信康
- 「花の首飾り」ザ・タイガース
- 「ゆうべの秘密」小川知子

1969年
- 「風」はしだのりひことシューベルツ
- 「どしゃぶりの雨の中で」和田アキ子
- 「時には母のない子のように」カルメン・マキ
- 「人形の家」弘田三枝子
- 「遠い世界に」五つの赤い風船
- 「長崎は今日も雨だった」内山田洋とクール・ファイブ
- 「夜が明けたら」浅川マキ
- 「白いブランコ」ビリーバンバン

#### 1970年代
1970年
- 「白い色は恋人の色」ベッツィ&クリス
- 「ひとり寝の子守唄」加藤登紀子
- 「圭子の夢は夜ひらく」藤圭子
- 「老人と子供のポルカ」左卜全とひまわりキティーズ
- 「世界の国からこんにちは」三波春夫
- 「夜と朝のあいだに」ピーター
- 「経験」辺見マリ
- 「今日でお別れ」菅原洋一

1971年
- 「ナオミの夢」ヘドバとダビデ
- 「雨の御堂筋」欧陽菲菲
- 「おふくろさん」森進一
- 「あの素晴しい愛をもう一度」加藤和彦と北山修
- 「また逢う日まで」尾崎紀世彦
- 「さいはて慕情」渚ゆう子
- 「17才」南沙織
- 「雨のバラード」湯原昌幸

1972年
- 「虹と雪のバラード」トワ・エ・モワ
- 「出発（たびだち）の歌」上條恒彦
- 「夜明けの停車場」石橋正次
- 「芽ばえ」麻丘めぐみ
- 「瀬戸の花嫁」小柳ルミ子
- 「ハチのムサシは死んだのさ」平田隆夫とセルスターズ
- 「旅の宿」吉田拓郎
- 「赤色エレジー」あがた森魚

1973年
- 「女のみち」宮史郎とぴんからトリオ
- 「てんとう虫のサンバ」チェリッシュ
- 「たどりついたらいつも雨ふり」モップス
- 「他人の関係」金井克子
- 「恋する夏の日」天地真理
- 「心の旅」チューリップ
- 「喝采」ちあきなおみ
- 「心もよう」井上陽水

1974年
- 「なみだの操」殿さまキングス
- 「あなた」小坂明子
- 「ひと夏の経験」山口百恵
- 「恋のダイヤル6700」フィンガー5
- 「涙の太陽」安西マリア
- 「うそ」中条きよし
- 「私は泣いています」りりィ
- 「くちなしの花」渡哲也

1975年
- 「ロマンス」／岩崎宏美
- 「心のこり」／細川たかし
（1975年のスポーツ…貴ノ花初優勝・広島初リーグ制覇・阪急初日本一など）
- 「シクラメンのかほり」布施明
- 「年下の男の子」キャンディーズ
- 「スモーキン・ブギ」ダウン・タウン・ブギウギ・バンド
- 「『いちご白書』をもう一度」バンバン
- 「22才の別れ」風
- 「我が良き友よ」かまやつひろし

1976年
- 「横須賀ストーリー」山口百恵
- 「嫁に来ないか」新沼謙治
- 「およげ!たいやきくん」子門真人
- 「弟よ」内藤やす子
- 「あの日にかえりたい」荒井由実
- 「酒と泪と男と女」河島英五
　(福田内閣誕生・命がけの夢…1千万円宝くじ全国で発売・飛来した軍事機密…ソ連最新鋭戦闘機ミグ25強制着陸・酒田市大火災・毛沢東死去)
- 「あなただけを」あおい輝彦
- 「なごり雪」イルカ

1977年
- 「宇宙戦艦ヤマト」ささきいさお
- 「硝子坂」高田みづえ
- 「ペッパー警部」ピンク・レディー
- 「あずさ2号」狩人
- 「気絶するほど悩ましい」Char
- 「津軽海峡・冬景色」石川さゆり
- 「昔の名前で出ています」小林旭
- 「マイ・ラグジュアリー・ナイト」しばたはつみ

1978年
- 「君のひとみは10000ボルト」堀内孝雄
- 「しあわせ芝居」桜田淳子
- 「あんたのバラード」ツイスト
- 「飛んでイスタンブール」庄野真代
- 「キャンディ」原田真二
- 「UFO」ピンク・レディー
- 「夏のお嬢さん」榊原郁恵
- 「Mr.サマータイム」サーカス

1979年
- 「ガンダーラ」ゴダイゴ
- 「舟唄」八代亜紀
- 「よせばいいのに」敏いとうとハッピー&ブルー
- 「魅せられて」ジュディ・オング
- 「与作」北島三郎
- 「いい日旅立ち」山口百恵
- 「夢追い酒」渥美二郎
- 「みずいろの雨」八神純子

#### 1980年代
1980年
- ロックンロール・ウィドウ／山口百恵
- 昴／谷村新司
（これっきり・山口百恵引退・三浦友和と結婚／コンピューター時代・家庭にもコンピュータ／落し物１億円／政局・第2次大平内閣（大平正芳）不信任・福田派三木派が欠席・27年ぶりの可決で解散総選挙・大平首相が心筋梗塞で急死・史上初の衆参同日選挙で自民党が圧勝・新首相は鈴木善幸／騒音公害・新幹線の騒音と振動で名古屋市民の訴訟に判決・賠償は認められたが新幹線の減速は棄却／冷夏冷害・北日本の水田は大凶作など）
- ダンシング・オールナイト／もんた&ブラザーズ
- 異邦人／久保田早紀
（偽ブランド／シルクロード流行／ホアンホアン到着／記録達成・張本勲選手3000本安打／1980年モスクワオリンピック・日本棄権／世代交代・王貞治選手850号本塁打・引退／長嶋茂雄監督・辞任／新監督は藤田元司監督／原辰徳を獲得など）

1981年
- スローなブギにしてくれ／南佳孝
- まちぶせ／石川ひとみ
- ルビーの指環／寺尾聰
- 帰ってこいよ／松村和子
（サケ密猟（北海道薫別川）／なめねこ／宇宙からの帰還（スペースシャトル　コロムビア号）／トライアスロン（日本初のトライアスロン　鳥取県皆生（かいけ）温泉で開催）／日本シリーズ（巨人 - 日本ハム　第6戦　巨人優勝）／新横綱ウルフ（名古屋場所　優勝決定戦　北の湖 - 千代の富士　千代の富士優勝））

1982年
- い・け・な・いルージュマジック／忌野清志郎&坂本龍一
- セーラー服と機関銃／薬師丸ひろ子
（新日本製鉄釜石ラグビー日本選手権4連覇・岡本綾子世界に飛躍・西武ライオンズ初の日本一など）
- 待つわ／あみん
- 北酒場／細川たかし
（居眠り首相（参議院予算委員会で鈴木善幸首相が居眠り）／節約の人（臨時行政調査会会長　土光敏夫）／鉄の女とロボット（英国サッチャー首相が来日　日本製のロボットを視察）／今年も冷夏（前年に続いて　この夏も冷夏　海水浴場、海の家　日焼けサロン流行）／OAと就職事情（OA化が本格化　ロボットだけの無人工場　就職戦線厳しい）／カレー給食だ（全国一斉カレー給食の日開始）／次期首相は…（鈴木首相退陣　次期自民党総裁選スタート　候補者：安倍晋太郎、中川一郎、河本敏夫、中曽根康弘　中曽根候補勝利　田中曽根内閣）

1983年
- 氷雨／日野美歌
- 3年目の浮気／ヒロシ&キーボー
（田中角栄元首相に有罪判決・青木功ハワイアンオープンで米ツアー初優勝・死闘日本シリーズ西武VS巨人など）

1984年
1. - 涙のリクエスト／チェッカーズ
  - もしも明日が…。／わらべ

（新札発行・エリマキトカゲブーム・第三セクターで国鉄再建など）
2. - つぐない／テレサ・テン
  - ワインレッドの心／安全地帯

（世田谷ケーブル火災・東京15年振りの大雪・福本豊1000盗塁・鈴木啓示300勝・フィギュアの新星伊藤みどりなど）

## その他
- 邦楽編（1960年 - 1979年）を収録したDVD全10巻がNHKエデュケーショナルから2007年1月24日に発売された。
- 2007年4月28日の0:50 - 0:55、および6月8日の23:30 - 23:40に通常は放送されていないNHKワールドTV（テレビ国際放送）でも放送されていた。ともに総理記者会見の終了後、次番組のフィラーの穴埋めとしての放送だった。